# Вілар-де-Куняш
Вілар-де-Куняш (порт. Vilar de Cunhas; МФА: [vi.ˈɫaɾ dɨ ˈku.ɲɐʃ]) — парафія в Португалії, у муніципалітеті Кабесейраш-де-Башту. Розташована в північно-західній частині країни, на теренах історичної португальської провінції Дору-Міню. Входить до складу округу Брага. За адміністративним поділом, чинним до 1976 року, терени парафії були складовою провінції Міню. Належить до Бразької архідіоцезії Католицької церкви. Патрон — святий Лаврентій. Площа — 19,9491 км². Населення — 194 ос. (2011). Слабо урбанізований регіон. Густота населення — 9,72 осіб/км²
. Код — 030417.

## Населення
| Кількість мешканців | Кількість мешканців | Кількість мешканців | Кількість мешканців | Кількість мешканців | Кількість мешканців | Кількість мешканців | Кількість мешканців | Кількість мешканців | Кількість мешканців | Кількість мешканців | Кількість мешканців | Кількість мешканців | Кількість мешканців | Кількість мешканців |
| ------------------- | ------------------- | ------------------- | ------------------- | ------------------- | ------------------- | ------------------- | ------------------- | ------------------- | ------------------- | ------------------- | ------------------- | ------------------- | ------------------- | ------------------- |
| 1864                | 1878                | 1890                | 1900                | 1911                | 1920                | 1930                | 1940                | 1950                | 1960                | 1970                | 1981                | 1991                | 2001                | 2011                |
| 454                 | 464                 | 472                 | 469                 | 495                 | 509                 | 464                 | 493                 | 563                 | 564                 | 456                 | 376                 | 319                 | 260                 | 194                 |